# ویکو دل جارجانو
ویکو دل جارجانو (به ایتالیایی: Vico del Gargano) یک کومونه در ایتالیا است که در استان فوجا واقع شده‌است. ویکو دل جارجانو ۱۱۰٫۵۳ کیلومتر مربع مساحت و ۷٬۸۰۷ نفر جمعیت دارد و ۴۶۲ متر بالاتر از سطح دریا واقع شده‌است.

## خواهرخوانده
شهرهای ورنیو و مرشن خواهرخوانده‌های ویکو دل جارجانو هستند.